# Prăbușirea Casei Usher (film american din 1928)
Prăbușirea Casei Usher (în engleză The Fall of the House of Usher) este un film de groază american din 1928 regizat de James Sibley Watson. Rolurile principale sunt interpretate de actorii Herbert Stern, Hildegarde Watson și Melville Webber.

## Distribuție
- Herbert Stern
- Hildegarde Watson
- Melville Webber

## Vezi și
- Listă de povestiri după care s-au făcut filme
- Listă de filme americane din 1928